# 美濃焼

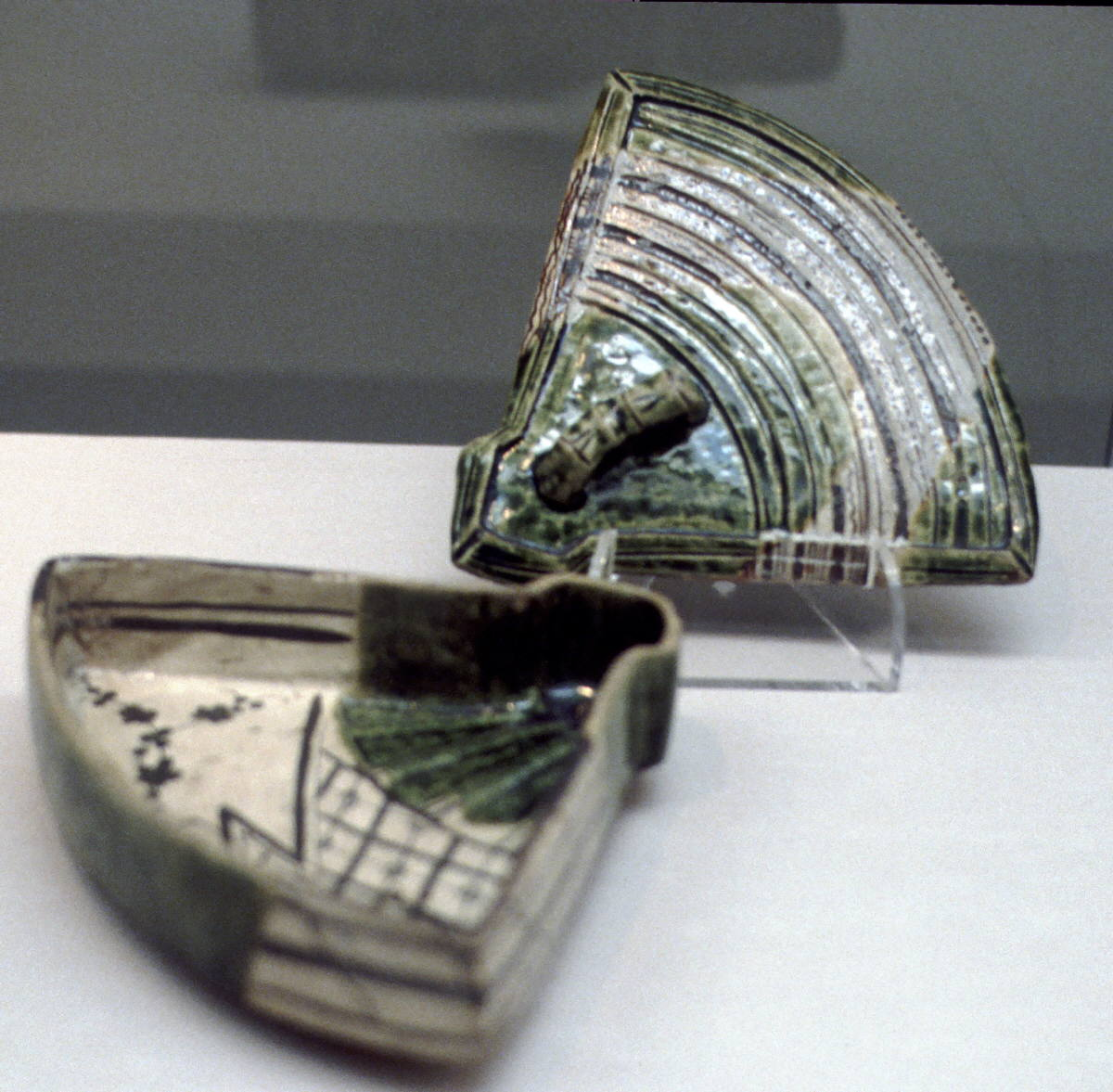
織部扇形蓋物

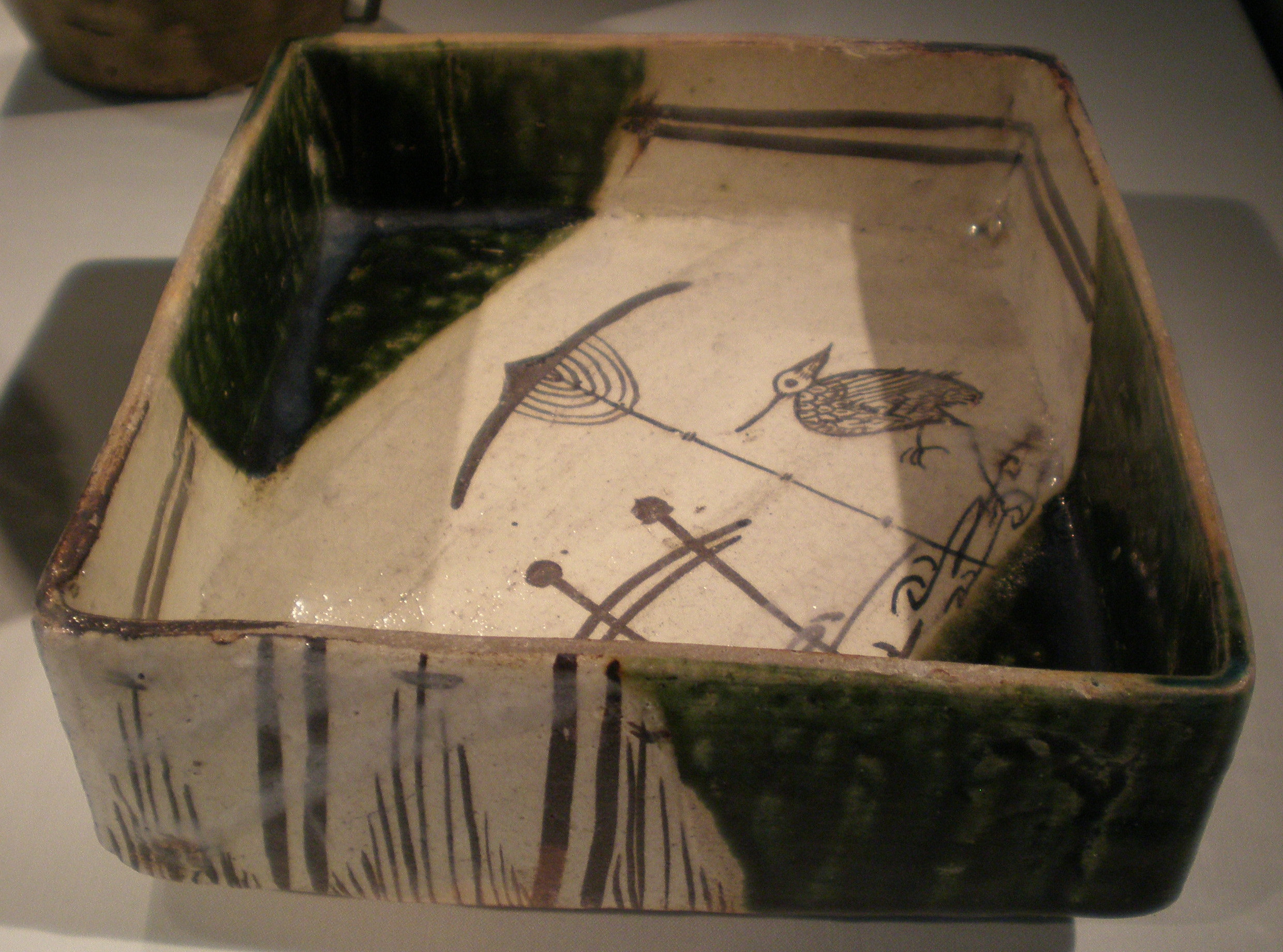
織部角皿（サンフランシスコ・アジア美術館）

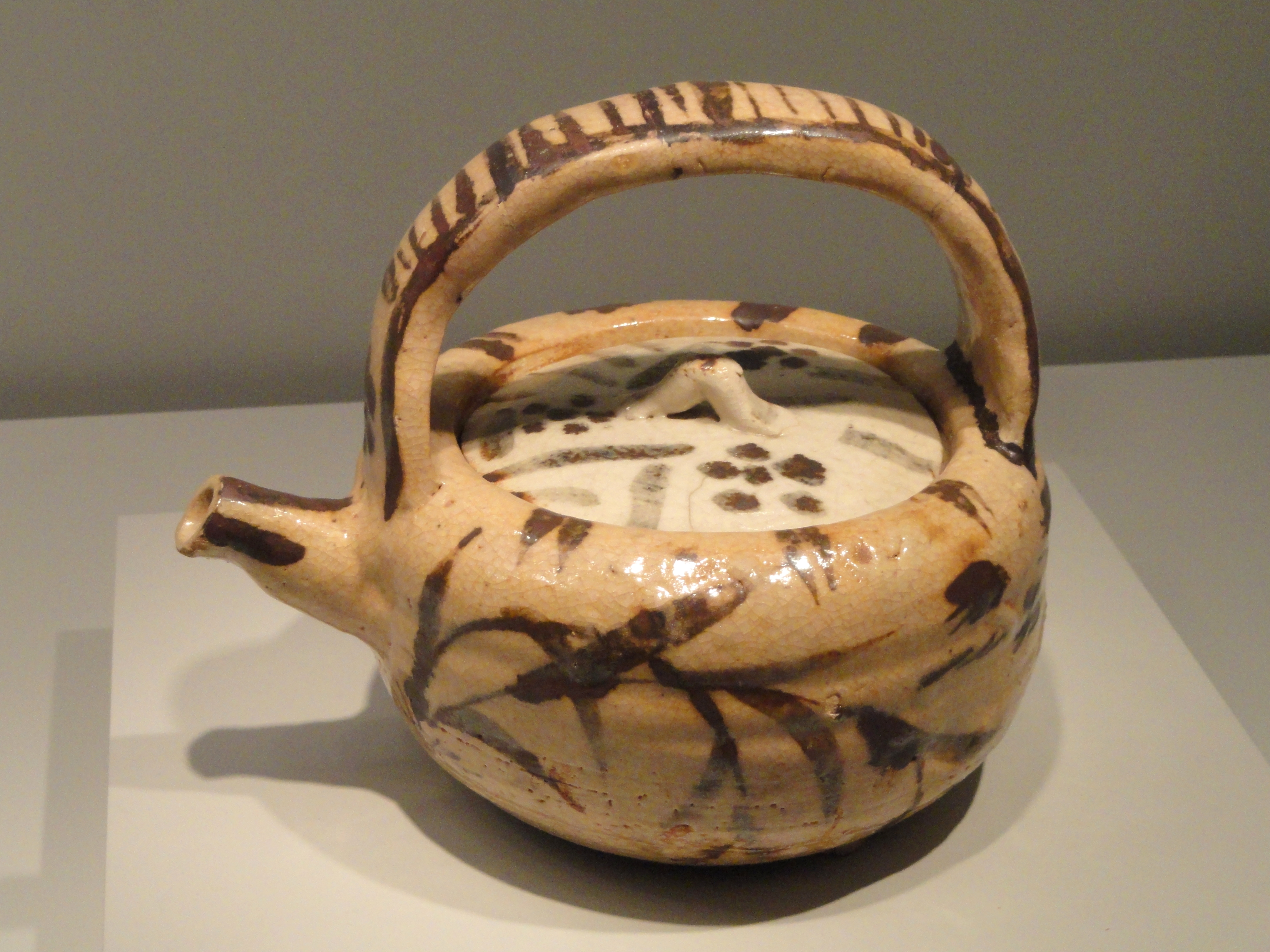
志野水注（シカゴ美術館）

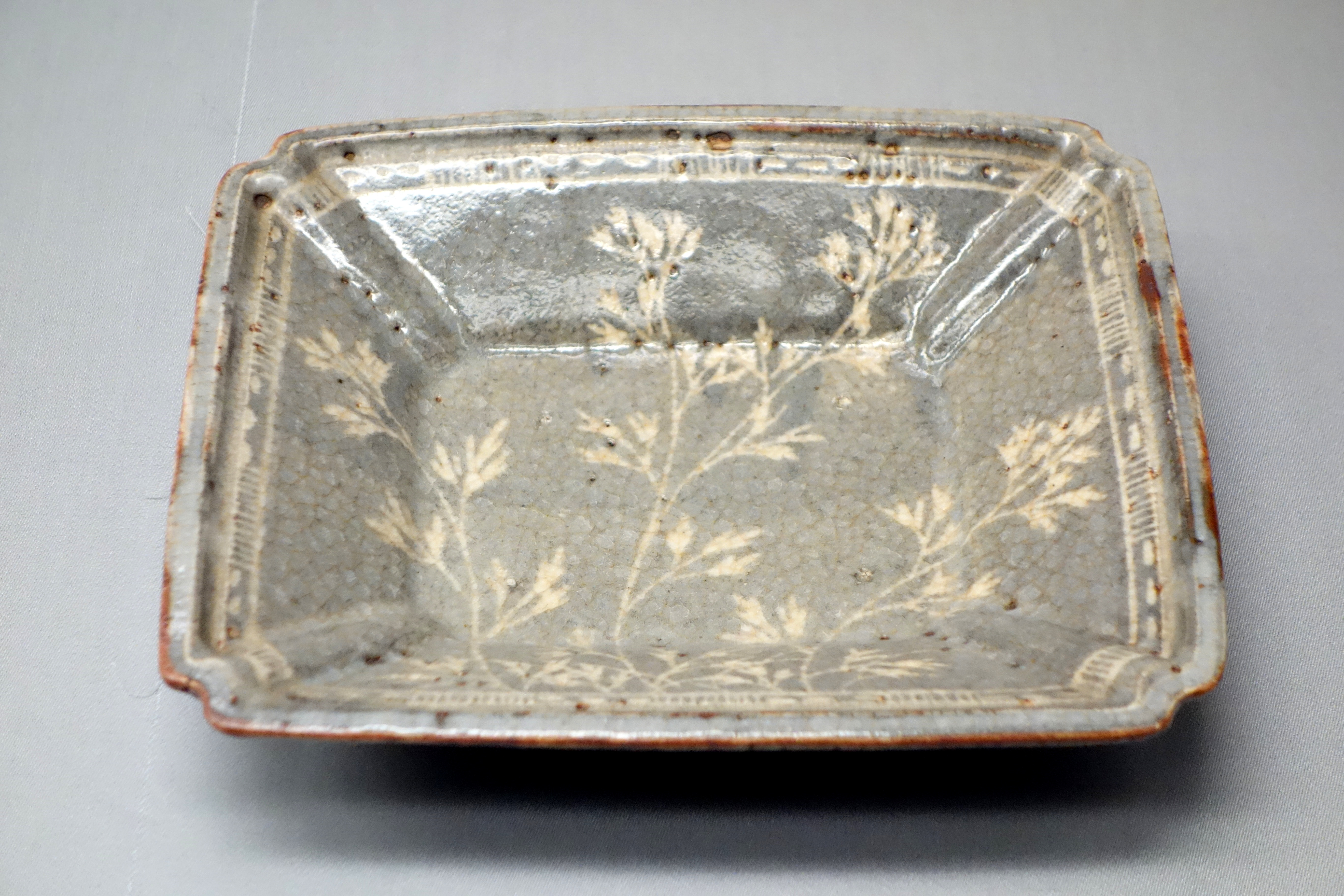
鼠志野秋草文額皿（東京国立博物館）

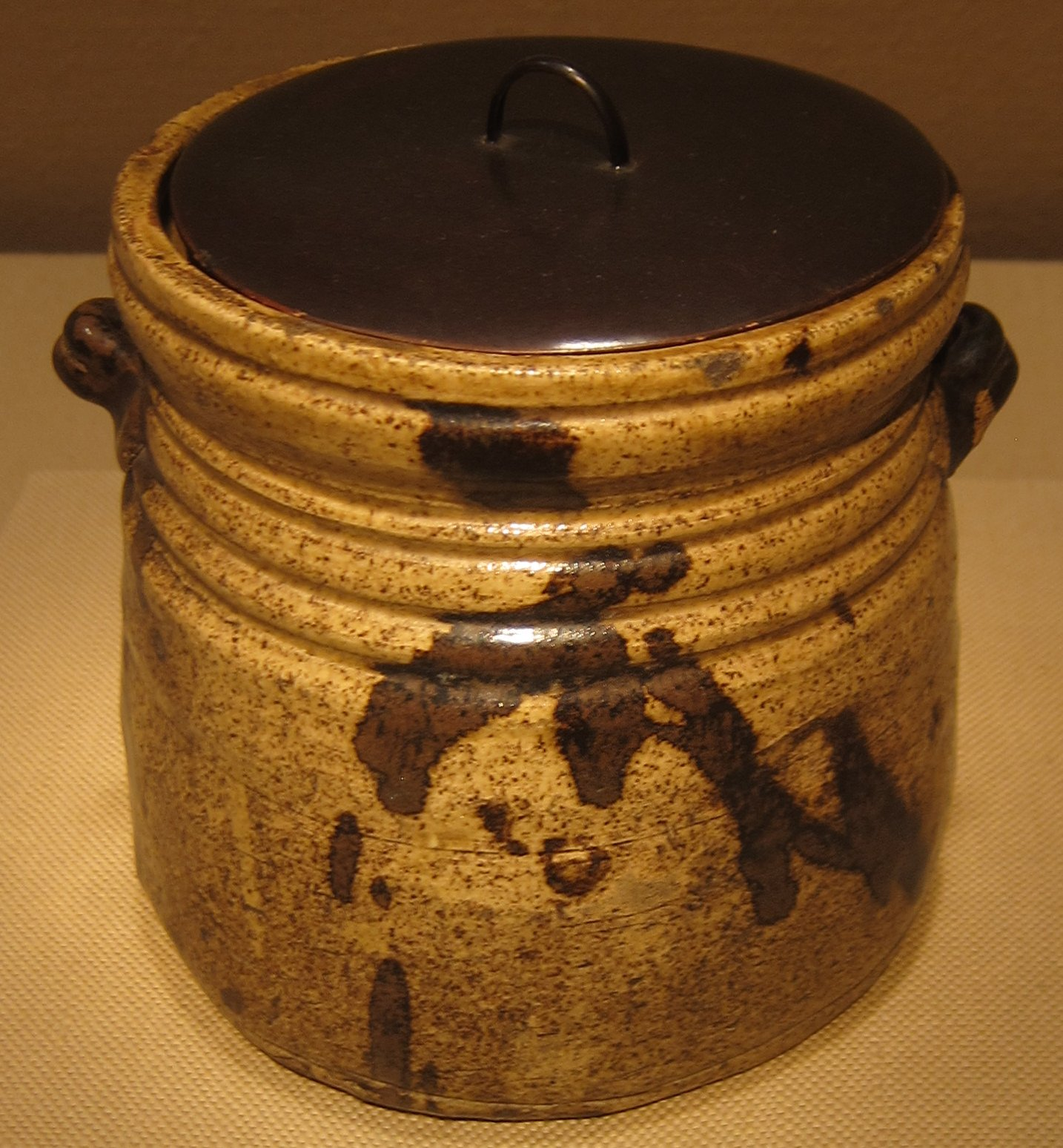
黄瀬戸水指（メトロポリタン美術館）

美濃焼（みのやき、Mino-yaki, Mino ware）とは、岐阜県（南部は旧美濃国）の東濃地方のうち主に土岐市、多治見市、瑞浪市、可児市にまたがる地域で製作される陶磁器の総称である。
1978年（昭和53年）7月22日に、通商産業省（現・経済産業省）により伝統的工芸品に指定されている。
東濃地方は、日本最大の陶磁器生産拠点であり、中でも土岐市が陶磁器生産量の日本一の街である。

## 歴史
平安時代に作られた須恵器から発展した。鎌倉時代以降、隣接する尾張国瀬戸の丘陵地帯（瀬戸焼産地、現在の愛知県瀬戸市）ほどではないが、古瀬戸系施釉陶器を焼く斜面を利用した窖窯による陶器生産が開始された。15世紀初頭に土岐市域に窯が散在的に築かれる。16世紀に織田信長の経済政策によって瀬戸市周辺の丘陵地帯の陶工たちも美濃地方（土岐川以北）の集落に移り住んで窖窯よりも焼成効率に優れた地上式の単室窯である大窯が多数築かれた。桃山時代に、志野焼に代表されるような「美濃桃山陶」が焼かれ一大産地となり、美濃焼の基礎が築かれた。江戸時代になると、窯体構造は大窯から連房式登窯となり、志野焼に加えて織部焼の優品が生み出された。江戸時代中期に「御深井」が焼かれる。江戸時代末期に磁器の生産が始まり、現在では和食器・洋食器を多くを生産する大窯業地となる。しかし、21世紀以降は国内他地域の製品や安価な輸入製品などの流通が増えたため、生産量が大きく落ち込んでいる。20世紀以降、工業化が進んでからは、美濃焼の技術を応用した工業用セラミックデバイスの研究・生産も盛んになった。例えば、日本ガイシといった、業界大手メーカーが美濃焼の産地に拠点を設けている。
大量に長く作陶してきた歴史から、粘土の枯渇が懸念されている。
現在、 土岐市の織部ヒルズに、美濃焼陶磁器卸商社が一同に集まった商業団地が形成されている。また、日本三大陶器祭りのひとつ土岐美濃焼まつりが、毎年5月3日から5日にかけて開催されている。

## 特徴と発展
桃山時代にそれまでになかった自由な発想で登場し、「美濃桃山陶」とも呼ばれる。中でも武将でもあり茶人でもあった古田織部（1543年 - 1615年）が創意工夫を凝らした「織部好み」は有名である。志野茶碗の「卯花墻」（うのはながき）は、日本製の焼物では数少ない国宝指定物件の1つである。

## 美濃焼の代表
- 志野（しの）
  - 絵志野
  - 鼠志野
  - 練込志野
  - 赤志野 など
- 織部（おりべ）
  - 総織部
  - 青織部
  - 鳴海織部
  - 弥七田織部
  - 黒織部
  - 伊賀織部
  - 唐津織部
  - 志野織部 など
- 黄瀬戸（きせと、きぜと）
- 瀬戸黒（せとぐろ）

など

## 著名な作家

### 重要無形文化財保持者（人間国宝）
指定・認定順
- 荒川豊蔵（1894年 - 1985年）

多治見市生まれ。1930年に大萱（可児市久々利）において志野陶片を発見し、黄瀬戸、瀬戸黒、志野、織部などの桃山陶が美濃で作られていたことを証明した。1933年、美濃大萱に築窯。1955年の第一次の重要無形文化財指定において、「志野」及び「瀬戸黒」の保持者に認定される。号は斗出庵。
- 加藤土師萌（1900年 - 1968年）

瀬戸市生まれ。1961年、国の重要無形文化財「色絵磁器」の保持者に認定される。岐阜県陶磁器試験場に勤務し、陶磁器デザインなどを指導する。
- 塚本快示（1912年 - 1990年）

土岐市生まれ。1983年、国の重要無形文化財「白磁・青白磁」の保持者に認定される。
- 鈴木藏（1934年 - ）

土岐市生まれ。1994年、国の重要無形文化財「志野」の保持者に認定される。一貫してガス焼成により志野を制作している。
- 加藤卓男（1917年 - 2005年）

多治見市生まれ。ラスター彩、青釉、奈良三彩、ペルシア色絵などを再現。1983年、三彩・虹彩・青釉で岐阜県重要無形文化財保持者に認定。1995年、国の重要無形文化財「三彩」の保持者に認定される。
- 加藤孝造（1935年 - 2023年）

瑞浪市生まれ。1995年、志野・瀬戸黒の技法で岐阜県重要無形文化財保持者に認定される。2010年、国の重要無形文化財「瀬戸黒」の保持者に認定される。

## 関連文献
- 山形万里子「幕末期の美濃焼物の販売市場と輸送」『交通史研究』第41巻、交通史学会、56-77頁、doi:10.20712/kotsushi.41.0_56。